# Maison Bellier
La maison Bellier est une maison de l'île de La Réunion, département et région d'outre-mer français dans le sud-ouest de l'océan Indien. Située à Saint-André, elle est inscrite au titre des monuments historiques depuis le 7 juin 2018.